# コンフォラン
コンフォラン （Confolens、オック語:Confolents）は、フランス、ヌーヴェル＝アキテーヌ地域圏、シャラント県のコミューン。

## 地理

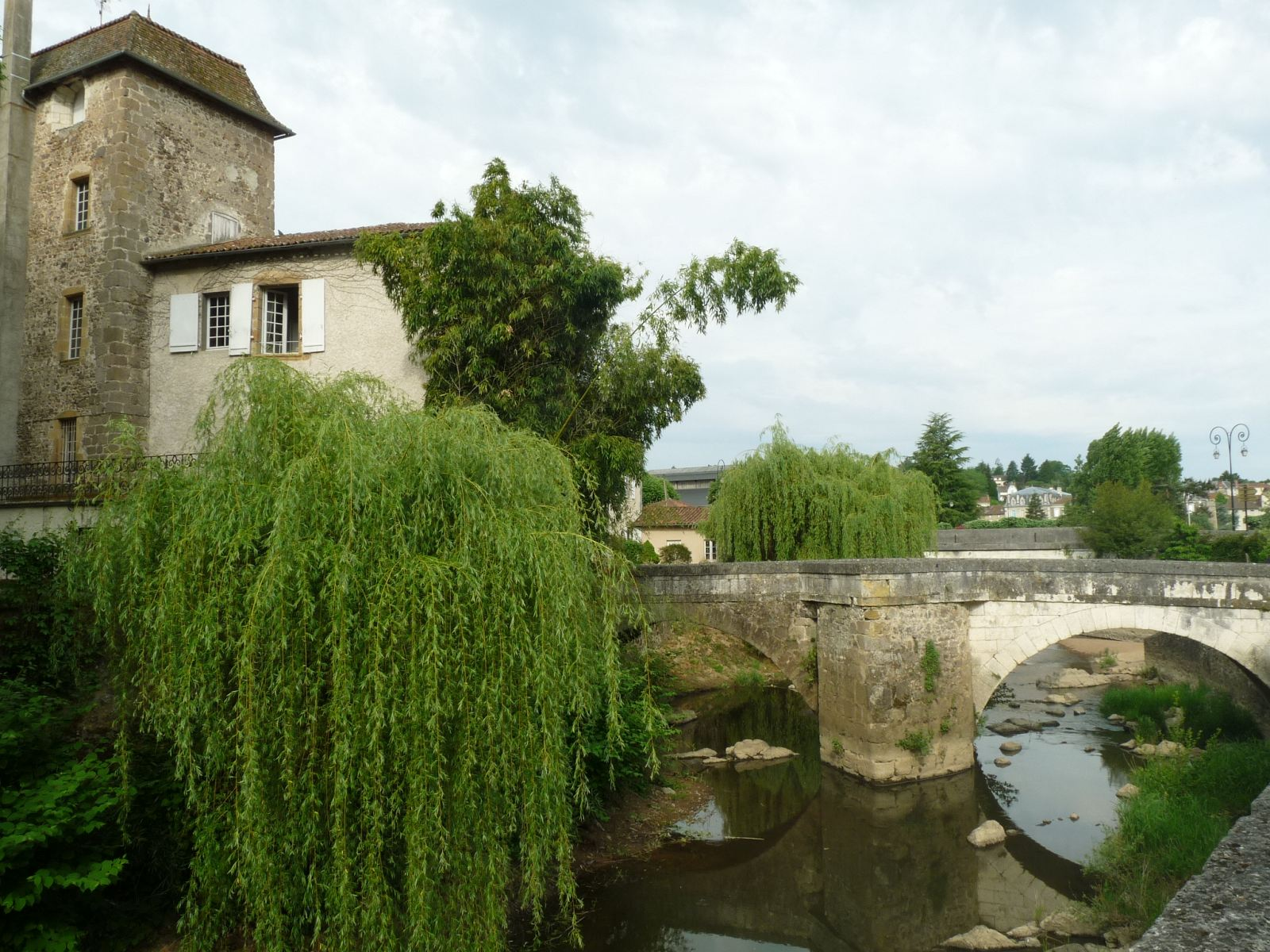
ゴワール川に架かる橋

県北部にあるコンフォランは郡庁所在地であり、歴史的なシャラント・リムジーヌ地方の中心である。ヴィエンヌ川の両岸に広がるまちは、アングレームから65kmの距離にあり、リモージュからは55km離れている。
リモージュとアングレームにある各空港から車で40分の距離にある。アングレームとポワティエに通じるLGV大西洋線の駅から1時間の距離である。
中央高地西部、リムーザン高原にあるコンフォランは、ヘルシニア造山運動によって生じた結晶と変成岩とされる。その地質は花崗岩と閃緑岩である。アンサック川とゴワール川の間にあるコミューンの最南端は、片麻岩と石英の閃緑岩からなる ·  · 。
ヴィエンヌ川とゴワール川の合流地点（Confluent）にまちがあるため、コンフォランという名が生まれた。

## 歴史
多くの巨石記念物の存在から、先史時代から人が定住していたとみられる。しかしコンフォランの存在が認識されるのは11世紀からである。
コンフォランは、アングレームからアルジャントンを経由してブールジュへ向かうローマ街道の途中、ヴィエンヌ川を渡河する場所にあった。18世紀に遺跡が続けて発見されて、旧橋（ポン＝ヴィユー）の場所には古代の橋があったのではないかという仮説が生まれた。
コンフォランの集落はシャバネ領主によってつくられた。ヴィエンヌ川によって2つに分かれたこの集落は、両岸が異なる教区、東はリモージュ司教区、西はポワティエ司教区に属していた。1つの集落が2つの司教区に属するのは極めてまれである。それは国境の町の様相であった。
12世紀、強力な隣国であるラ・マルシュ伯、ポワトゥー伯から公国を守るため要塞がつくられた。12世紀から18世紀までのコンフォランは、サンテスプリ騎士団のコマンドリー（Commanderie）が置かれていた。
16世紀、シャバネ領主の支配から解放された。コンフォランのホールの建設は、塩を供給する海側からと、ワインを供給するアングレームとサントンジュ、皮革と木材を供給するリムーザンからのハブ地としての役割を肯定するものだった。
アンリ4世時代の1604年、男爵領はカウンティとして確立した。17世紀、3つの修道院がコンフォランの郊外に設置された。
1714年、コンフォランはリムーザン州からアングレーム州に移管された。
1887年、コンフォラン駅が開業した。1938年に旅客輸送は終了したが、1978年まで貨物輸送の路線が残っていた。線路は1979年に廃線となり、南部分をシャラント・リムーザン鉄道協会が使用している。

## 人口統計
| 1962年 | 1968年 | 1975年 | 1982年 | 1990年 | 1999年 | 2006年 |
| ------ | ------ | ------ | ------ | ------ | ------ | ------ |
| 2 736  | 2 731  | 2 865  | 3 009  | 2 904  | 2 856  | 2 808  |

参照元:1968年以降Insee  · 

## 出身者
- エミール・ルー（fr） - 医師。ルイ・パスツールの協力者の1人。1917年にコプリ・メダルを受賞した。

## 姉妹都市
- en:Pitlochry、スコットランド
- ゲオルゲンタール、ドイツ